# آندره گای
آندره گای (انگلیسی: André Guy؛ زادهٔ ۳ مارس ۱۹۴۱) بازیکن فوتبال اهل فرانسه است.
از باشگاه‌هایی که در آن بازی کرده‌است می‌توان به باشگاه فوتبال المپیک لیون، باشگاه فوتبال لیل، باشگاه فوتبال سوشو، باشگاه فوتبال سن-اتین، باشگاه فوتبال رن، اشاره کرد.
وی همچنین در تیم ملی فوتبال فرانسه بازی کرده‌است.